# Takenobu Mitsuyoshi
Takenobu Mitsuyoshi (光吉猛修?, Mitsuyoshi Takenobu; Fukuoka, 25 dicembre 1967) è un compositore, doppiatore e cantante giapponese.

## Biografia
Entrato in SEGA negli anni 1990, ha composto le colonne sonore dei videogiochi Daytona USA, Shenmue e della serie Virtua Fighter, dove ha anche doppiato Akira Yuki e Kage-Maru nei primi titoli di essa. Talora è accreditato come R360 (R.三郎丸.?, R. Saburomaru), un omaggio al cabinato R-360.